# مقاطعة أوكتيابر، بيشكيك
مقاطعة أوكتيابر (بالقيرغيزية: Октябрь району)‏، (بالروسية: Октябрьский район)‏ هي مقاطعة في العاصمة بشكيك في شمال قرغيزستان. قدر عدد سكانها بـ(238,329) نسمة عام 2009. وتغطي الجزء الجنوبي الشرقي من المدينة، بما في ذلك منطقة توكولدوش السكنية.

## التركيبة السكانية

### التركيبة العرقية
ووفقاً لتعداد عام 2009، فإن التكوين الإثني (السكان المقيمين) في مقاطعة أوكتيابر هو:
| مجموعة عرقية | نسبة  |
| ------------ | ----- |
| قرغيز        | 60.2٪ |
| الروس        | 28.1٪ |
| التتار       | 1.9٪  |
| الكوريين     | 1.8٪  |
| الأوزبك      | 1.6٪  |
| الويغور      | 1.5٪  |
| الكازاخ      | 1.2٪  |
| الأوكرانيين  | 1.1٪  |
| مجموعات أخرى | 2.6٪  |